# Jeremiah (televisieserie)
Jeremiah is een Amerikaanse sciencefictiontelevisieserie, bedacht en ontwikkeld door J. Michael Straczynski, voorheen bedenker van Babylon 5. De serie is losjes gebaseerd op de stripreeks met dezelfde naam van Belgisch striptekenaar Hermann Huppen.

## Verhaal
De serie speelt in het jaar 2021, 15 jaar nadat een virus de meerderheid van de mensheid heeft weggevaagd. De enige overlevenden in dit post-apocalyptisch verhaal waren een groep kinderen en jongvolwassenen. Jeremiah en Kurdy zijn nu volwassen en gaan op zoek naar een mysterieuze plaats die Valhalla sector heet, omdat ze geloven dat deze plaats de enige hoop kan bieden aan de overlevenden.

## Cast
| Acteur               | Personage        |
| -------------------- | ---------------- |
| Luke Perry           | Jeremiah         |
| Malcolm-Jamal Warner | Kurdy Malloy     |
| Peter Stebbings      | Markus Alexander |
| Sean Astin           | Mister Smith     |
| Ingrid Kavelaars     | Erin             |

## Afleveringen

### Seizoen 1
1. The Long Road, Part One
2. The Long Road, Part Two
3. Man of Iron, Woman Under Glass
4. ...And the Ground, Sown with Salt
5. To Sail Beyond the Stars
6. The Bag
7. City of Roses
8. Firewall
9. The Red Kiss
10. Journeys End In Lovers Meeting
11. Thieves' Honor
12. The Touch
13. Mother of Invention
14. Tripwire
15. Ring of Truth
16. Moon in Gemini
17. Out of the Ashes
18. A Means to an End
19. Things Left Unsaid, Part One
20. Things Left Unsaid, Part Two

### Seizoen 2
1. Letters From the Other Side, Part One
2. Letters From the Other Side, Part Two
3. Strange Attractors
4. Deus Ex Machina
5. Rites of Passage
6. The Mysterious Mister Smith
7. Voices in the Dark
8. Crossing Jordan
9. Running on Empty
10. The Question
11. The Past Is Prologue
12. The Face in the Mirror
13. State of the Union
14. Interregnum, Part One
15. Interregnum, Part Two